# Uta Patera
L'Uta Patera è una struttura geologica della superficie di Io.